# 李商学院
李商学院是内华达大学拉斯维加斯分校下設的一個商学院。該商學院受到國際商管學院促進協會的認可。 李商学院是内华达大学拉斯维加斯分校最大的学院之一，共開設10个本科专业、14个辅修专业和7个研究生课程。 李商学院還提供MBA、EMBA和非全日制MBA学位。 

## 历史
李商学院成立于1967年，起初名為商业与经济学院。李商学院的在校本科生達3,500名、研究生達500名，該學院還有100名教职员工。2011年，泰德（Ted）和桃乐丝·李（Doris Lee）向該學院捐款1500万美元後，该学院更名为李商学院。 